# Sherman Firefly
Lo Sherman Firefly ("lucciola") fu una variante britannica del noto carro medio americano M4 Sherman, equipaggiata dal potente cannone da 17 libbre al posto del cannone da 75mm standard. Inizialmente concepito come ripiego in attesa che entrassero in servizio i carri inglesi di ultimo modello, divenne il carro armato con il cannone da 17 libbre più comune durante la seconda guerra mondiale.

## Sviluppo
Inizialmente, il progetto di montare un cannone da 17 libbre sullo Sherman venne rifiutato in quanto in Inghilterra erano in fase di sviluppo due nuovi carri che avrebbero dovuto completamente rimpiazzare i carri americani nelle file delle divisioni corazzate britanniche: il Cromwell, equipaggiato con un cannone da 75 mm ad alta velocità superiore al 75 mm americano, e il Challenger, equipaggiato con il cannone da 17 libbre.
Tuttavia i due nuovi carri inglesi stavano subendo dei ritardi nello sviluppo e questo, insieme con le pressioni di alcuni ufficiali britannici, convinse i vertici del Department of Tank Design (dipartimento progettazione carri armati, DTC) e del Ministero degli Approvvigionamenti a varare il progetto di un nuovo Sherman armato con il cannone da 17 libbre.
In realtà in precedenza erano già stati condotti dei tentativi di modificare lo Sherman, per lo più dal personale dei reggimenti corazzati, ma si erano rivelati fallimentari. Infatti il cannone da 17 libbre non riusciva a essere adattato alla torretta dello Sherman in quanto non c'era lo spazio necessario al rinculo che necessitava di circa un metro di spazio. Qualcuno provò addirittura a rimuovere il dispositivo del rinculo e a fissare il cannone alla torretta in modo che fosse l'intero carro ad assorbire il rinculo ma questa soluzione era evidentemente poco pratica.

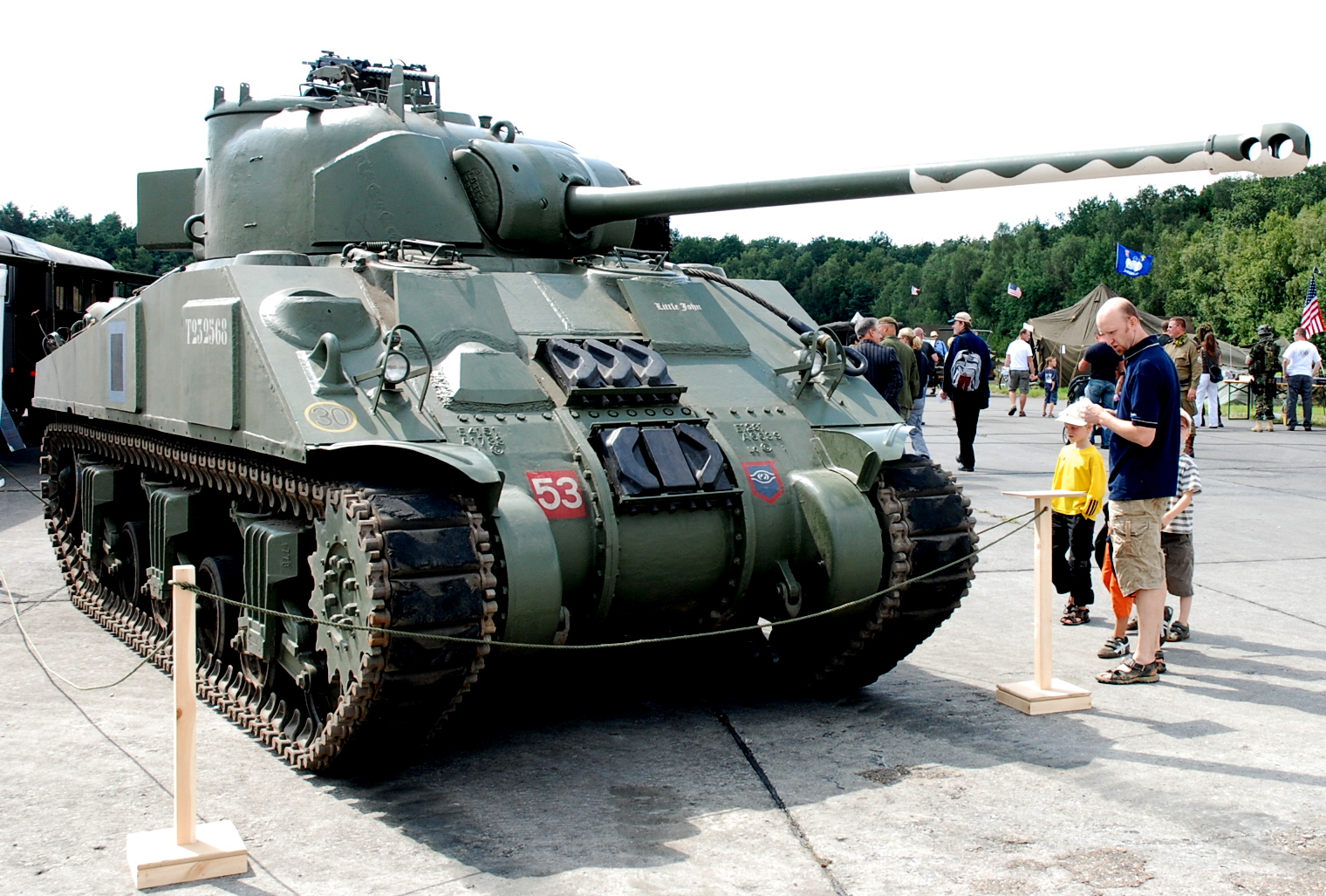
Uno Sherman IC Firefly con un'inconsueta mimetizzazione del cannone per farlo sembrare un normale 75mm - espediente utilizzato dai carristi britannici dato che in battaglia i Firefly erano gli obiettivi principali dei cacciacarri tedeschi.

Il progetto venne quindi affidato a dei progettisti professionisti in modo da risolvere tutti i problemi. Il principale responsabile del progetto fu W.G.K. Kilbourn, questi si occupò di modificare opportunamente lo Sherman in modo da poterci montare il cannone da 17 libbre. Per prima cosa ridisegnò il dispositivo del rinculo in modo che il cannone necessitasse di meno spazio per arrestarsi, poi modificò il basamento del cannone accorciandolo e allargandolo per non compromettere la stabilità del cannone stesso. Inoltre il cannone venne montato di fianco allo scopo di poterlo caricare con la mano sinistra. Dopo aver risolto il problema di come montare il cannone, Kilbourn si occupò di modificare la torretta: nello Sherman standard l'addetto al caricamento doveva uscire dallo stesso portello del capocarro
, il maggiore spazio occupato dal cannone, però, rendeva questa azione difficoltosa specialmente in condizioni di emergenza, fu così che venne aperto un portello anche sopra la postazione dell'addetto al caricamento. Inoltre i proiettili del nuovo cannone occupavano più spazio di quelli da 75 mm, perciò non c'era spazio sufficiente per poterne portare un numero adeguato; venne quindi eliminata la mitragliatrice sullo scafo e il relativo membro dell'equipaggio per far posto ai proiettili. Tuttavia il mitragliere era anche l'operatore radio, quindi la radio venne spostata nella torretta in un apposito alloggiamento sul retro e l'addetto al caricamento doveva fungere anche da operatore radio.
I continui ritardi nello sviluppo del Challenger e del Cromwell, che poi sarebbe stato equipaggiato con il 75 mm standard, fecero sì che appena i collaudi del Firefly furono completati, ne vennero ordinati più di 2.000. Tuttavia non poterono essere utilizzati in massa se non dopo lo sbarco in Normandia. All'epoca del D-Day, infatti, per ogni gruppo di Sherman standard fu consegnato solo un Firefly per un totale di 342.
I Firefly vennero ricavati soprattutto dagli M4A4 (Sherman V per gli inglesi), equipaggiati con l'ingombrante motore Chrysler A57 multibank ottenuto unendo insieme 5 motori automobilistici a benzina da 6 cilindri. Ciò richiese l'allungamento dello scafo con l'aumento della distanza tra i carrelli delle sospensioni e permise l'introduzione di un ulteriore serbatoio di carburante. Questi mezzi avevano lo scafo saldato e i portelli per pilota e mitragliere piccoli. Dopo la guerra l'esercito italiano ricevette diversi di questi carri a cui sostituì il motore multibank con il motore stellare Continental R975 e reintrodusse la mitragliatrice da 7,62 mm dello scafo e relativo mitragliere.
Oltre agli M4A4 vennero trasformati in Firefly anche degli M4 (Sherman I per gli inglesi) sia con lo scafo interamente saldato sia con lo scafo composito ovvero il frontale fuso e la parte centrale e posteriore saldate.

## Armamento
Come detto, l'armamento principale era rappresentato dal cannone da 17 libbre che era l'erede designato del QF 6 pounder. Era il cannone britannico più potente della seconda guerra mondiale e poteva finalmente essere paragonato all'8,8 cm KwK 36 che equipaggiava il Tiger. Poteva perforare 140 mm di corazza a 500 m di distanza (131 mm a 1.000 m) con normali proiettili perforanti e finalmente poteva fornire agli alleati una potenza di fuoco adeguata per poter perforare la corazza di praticamente tutti i carri tedeschi. Con l'uso di munizione APDS (Armour Piercing Discarding Sabot - proiettile perforante con abbandono d'involucro) le capacità perforanti erano ulteriormente migliorate. Tuttavia i proiettili APDS cominciarono a essere disponibili in gran numero solo verso la fine della guerra..
Tuttavia il Firefly non era ritenuto adatto per il combattimento contro fortificazioni nemiche, trincee, edifici in quanto i proiettili HE (High Explosive - esplosivo ad alto potenziale) del 17 libbre erano inferiori a quelli del cannone da 75 mm dello Sherman standard che continuava a essere preferito al Firefly per il combattimento ravvicinato. Inoltre il cannone al momento dello sparo liberava grandi quantità di fumo che rendeva difficoltoso determinare l'esito del colpo dall'interno del carro e ne rendeva più facile l'individuazione da parte del nemico. Anche il grande ingombro della culatta all'interno della torretta rendeva il caricamento più lento e difficoltoso cosicché il rateo di fuoco risultava essere inferiore rispetto allo Sherman standard.
L'armamento secondario era costituito dalla sola mitragliatrice Browning M1919A4 da 30-06 coassiale al cannone in quanto quella brandeggiabile dello scafo era stata rimossa. Era disponibile anche una Browning M2HB. 50 cal da montare in cima alla torretta ma veniva spesso rimossa perché ostacolava la visuale del comandante in combattimento.

## Impiego in battaglia
I primi 342 Firefly furono disponibili per lo sbarco in Normandia nelle file del 21º gruppo d'armate di Montgomery con un Firefly ogni tre Sherman e con lo stesso rapporto nei plotoni equipaggiati con i Cromwell. Tuttavia in questi gruppi cominciarono a essere sostituiti dai Comet che potevano contare su pezzi di ricambio in comune con i Cromwell per facilitarne la manutenzione. Alla fine della battaglia di Normandia ne furono costruiti 550, numero più che sufficiente per sopperire alle perdite in combattimento. Nel febbraio del 1945 il numero di Firefly costruiti era arrivato a circa 2.000, le unità combattenti erano composte metà da Sherman standard e metà da Firefly. Nella primavera del 1945 la produzione venne arrestata per favorire i nuovi modelli di carri più efficienti.